# Yifat Shasha-Biton
Yifat Shsha-Biton, in ebraico: יִפְעָת שָׁאשָׁא־בִּיטוֹן (Kiryat Shmona, 23 maggio 1973), è un'educatrice e politica israeliana, dal giugno 2021 ministro dell'educazione. È stata eletta alla ventiquattresima Knesset per Nuova Speranza, dopo essere stata in precedenza parlamentare per Kulanu e Likud. Ha ricoperto l'incarico di ministro delle costruzioni e degli alloggi dal 2019 al 2020.

## Biografia
Shasha-Biton è nata a Kiryat Shmona nel 1973 da Rachel, un'infermiera nata in Marocco e Moshe David, proprietario di una società di trasporti nato in Iraq. Ha frequentato la Danciger Comprehensive School a Kiryat Shmona.
Nel 2002 ha conseguito il dottorato in formazione presso l'Università di Haifa, avendo già conseguito la laurea triennale in formazione presso la stessa università. Ha concentrato la sua tesi di dottorato sull'influenza dell'educazione e su come gli studenti israeliani e palestinesi "capiscono il concetto di pace".

### Carriera
Shasha-Biton divenne vice presidente dell'Ohalo College, un college di formazione degli insegnanti a Katzrin, e fu anche membro del consiglio di amministrazione del Tel-Hai Academic College.
Nel 2008 è nominata sindaco di Kiryat Shmonaed e capo del dipartimento Istruzione e gioventù del consiglio comunale. Alle elezioni amministrative del 2013 è stata eletta al consiglio comunale. Prima delle elezioni del 2015 è entrata a far parte del nuovo partito Kulanu ed è stata al settimo posto nella sua lista. Fu eletta alla Knesset poiché il partito ottenne dieci seggi.
Dopo essere stata eletta alla Knesset, Shasha-Biton divenne presidente del comitato speciale per i diritti del bambino. All'inizio del 2016 ha avuto discussioni con i sostenitori dei bambini, tra cui "Lo Tishtok" (Thou Shall Not Be Silent), un gruppo che offre sostegno alle vittime ultra-ortodosse di abusi sessuali; Yitzhak Kadman, allora direttore esecutivo del Consiglio nazionale israeliano per il bambino, e Manny Waks, l'amministratore delegato di Kol v'Oz. Nei suoi commenti, Waks ha avvertito: "I trasgressori sessuali tendono a spostarsi da un paese all'altro per evitare la prigione, ma ciò che rende Israele unico è la legge del ritorno, che essenzialmente concede un accesso senza limiti a chiunque sia ebreo per venire qui senza alcun vero screening"." In risposta agli studi sugli abusi sui minori, Shasha-Biton ha dichiarato: "Per porre fine all'epidemia di abusi sessuali sui minori, dobbiamo agire sistematicamente per sensibilizzare genitori e bambini; fornire strumenti agli educatori per identificare i bambini che sono stati danneggiati; migliorare l'assistenza e il sostegno alle vittime e alle loro famiglie. Inoltre, devono essere apportate modifiche alla legislazione e alle forze dell'ordine per portare coloro che danneggiano la giustizia.
Nel gennaio 2019 Shasha-Biton è stato nominato ministro delle costruzioni e degli alloggi dopo che il collega uscente, Yoav Galant, ha lasciato il partito e cambiato portafoglio. È stata al terzo posto nella lista Kulanu per le elezioni di aprile 2019 ed è stata rieletta quando il partito ha vinto quattro seggi. Il partito si è successivamente fuso nel Likud ed è stata rieletta nella lista del Likud alle elezioni del settembre 2019. Nel gennaio 2020 è stata nominata Ministro del Lavoro, del Welfare e dei Servizi Sociali, ma la sua nomina è stata messa in attesa fino a quando la Knesset non ha potuto approvarla. Quando un nuovo governo è stato formato nel maggio 2020, non è stata inclusa nel nuovo gabinetto. Ha assunto un posto come presidente del Coronavirus Knesset.
Il 13 luglio 2020, ha votato per invertire la decisione del governo di chiudere piscine e palestre a causa dei timori di contagio dalla pandemia di COVID-19. Channel 12 ha riferito che il capo della coalizione Likud Miki Zohar le ha detto: "Sei finita nel partito Likud". Ha aggiunto che sarebbe stata rimossa come presidente dal comitato COVID-19. Tuttavia, Likud MK Gideon Sa'ar ha espresso il suo sostegno a lei e ha affermato che le decisioni sulle chiusure dovrebbero essere prese sulla base dei dati e non a causa di minacce. Nel dicembre 2020, ha annunciato che si sarebbe unita al nuovo partito di Sa'ar, Nuova Speranza. È stata al secondo posto nella lista per le elezioni del marzo 2021 e ha mantenuto il suo seggio nella Knesset, avendo Nuova Speranza vinto sei seggi.

## Vita privata
Shasha-Biton vive a Kiryat Shmona ed è sposata con tre figli.